# Dora Riparia
Dora Riparia – rzeka w północnych Włoszech, lewy dopływ Padu. Źródła na północnych stokach Alp Kotyjskich, w pobliżu przełęczy Montgenèvre. Uchodzi do Padu w pobliżu Turynu. Płynie przez nizinę Piemontu. Jest wykorzystywana gospodarczo do nawadniania i w elektrowniach wodnych.